# Vogelhochzeit

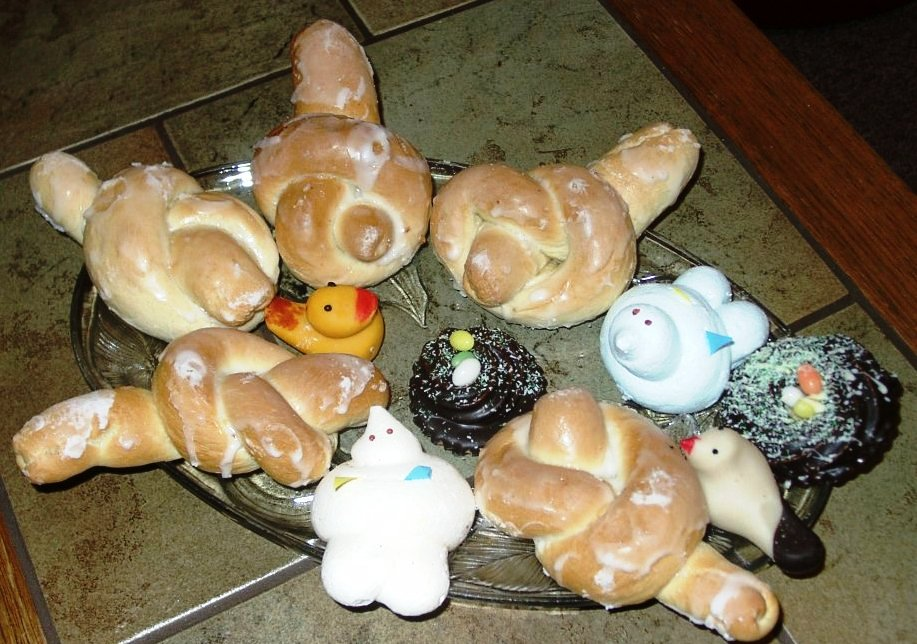
Teller mit verschiedenen Vogelhochzeitssüßigkeiten

Sorbische Volksbräuche: Vogelhochzeit, DDR-Briefmarke von 1982

Bei der Vogelhochzeit handelt es sich um einen Jahresbrauch, der in einigen europäischen Regionen bekannt ist, vor allem aber bei den Sorben in der Lausitz. Hier heißt er niedersorbisch Ptaškowa swajźba und obersorbisch Ptači kwas.

## Brauch

### Kinder
Am Vorabend des 25. Januar stellen Kinder einen Teller auf das Fensterbrett oder vor die Tür. Am nächsten Morgen finden sich darauf dann Süßigkeiten in Form von Vögeln oder Nestern. Besonders typisch sind dabei mit Zuckerguss überzogene Teigvögel, die „Sroki“ (Elstern, Singular: Sroka). Größter Beliebtheit erfreuen sich auch die Schmätzl (Baiservögel oder -häubchen, die innen manchmal noch weich und klebrig sind). Regional, z. B. in Luckau, werden diese auch Tschiepchen (damit ist ein Küken gemeint) genannt.
Auch so genannte Kremnester (bestehend aus einem Keksboden, darauf eine Butterkremschicht in Form eines Nestes mit dunkler Schokolade überzogen und bunten Zuckereiern in der Mitte) gehören zur Vogelhochzeit. Im Verständnis des Brauchs sind die Leckereien von Vögeln gebracht worden, die sich durch diese Beteiligung der Kinder am Hochzeitsmahl für die Winterfütterung bedanken.
Im Kindergarten oder in der Schule feiern die Kinder dann als Vögel verkleidet die eigentliche Vogelhochzeit mit Gesang, szenischem Spiel oder Festumzügen. Während in deutschen Kindertagesstätten das Brautpaar wie im gleichnamigen Volkslied Die Vogelhochzeit als Amsel und Drossel verkleidet sind, stellen im Sorbischen Elster (sroka) und Rabe (ober-/niedersorbisch: hawron/wron) Braut und Bräutigam dar und tragen mitunter die sorbische Hochzeitstracht anstatt eines Federkleides.

### Erwachsene
Einen wesentlichen Bestandteil des Brauchtums bilden auch die jährlich in den Wochen um die Vogelhochzeit stattfindenden Theateraufführungen, welche vom Sorbischen National-Ensemble in Kooperation mit dem Deutsch-Sorbischen Volkstheater gestaltet werden und das Vogelhochzeitsmotiv aufgreifen. Die Besonderheit hierbei besteht darin, dass die Aufführungen nicht an einer zentralen Spielstätte stattfinden, sondern die Darsteller mit ihrem Programm in die Schulen und Dörfer der Lausitz kommen. Aufführungssprachen sind abhängig vom Publikum Niedersorbisch, Obersorbisch oder Deutsch (bei Aufführung in sorbischer Sprache meistens Simultanübersetzung über Kopfhörer).
Während sich die Handlung des Kinderstückes zumeist eng am Inhalt des Brauches orientiert und dementsprechend Vögel die Hauptakteure sind, wird das Thema in der sogenannten Abendvogelhochzeit für die Erwachsenen in abstrakterer, vorwiegend lustiger Weise verarbeitet. Dabei wird der Veranstaltungsrahmen auch genutzt, um kritische Fragen und aktuelle Probleme der Sorben anzusprechen. So thematisierte die Aufführungsreihe für Erwachsene im Januar und Februar 2010 in kritisch-satirischer Weise die geplanten Einsparungsmaßnahmen beim Sorbischen Nationalensemble, während 2012 mit der Thematisierung der Abbaggerung sorbischer Dörfer der aktuelle Bezug zur geplanten Erweiterung des Tagebaus Nochten hergestellt wird. Im Anschluss an die Abendvogelhochzeit gibt es fast immer Tanz.